# Mezquita del Buen Acuerdo
La Mezquita del Buen Acuerdo fue la primera mezquita edificada en España tras la Reconquista. Está ubicada en la calle Querol, en el Ensanche Modernista de la ciudad de Melilla, y que forma parte del Conjunto Histórico de la ciudad, declarado Bien de Interés Cultural.

## Historia

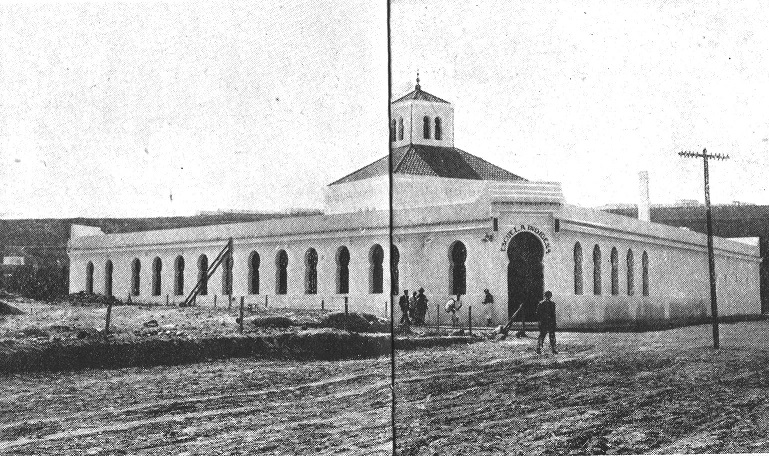
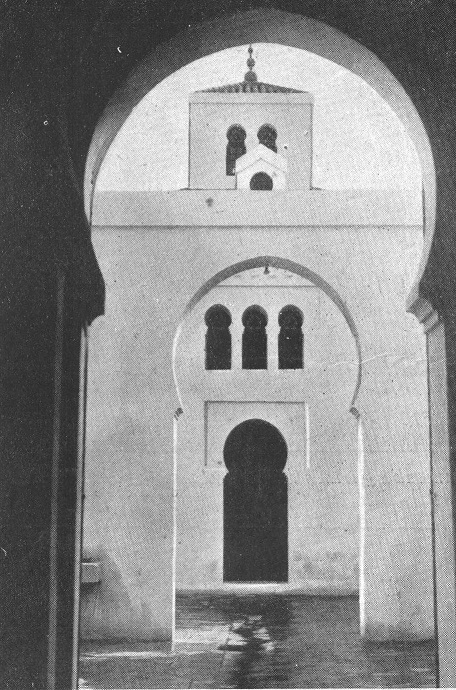

Fue construida entre 1926 y 1927 según proyecto del arquitecto José Larrucea Garma, sobre los restos de otra del ingeniero militar José de la Gándara, en un solar cedido en 1905 al Ministerio de Asuntos Religiosos de Marruecos, Habús e inaugurada en 1927.
En los años 80 un rayo destruyó la sala de oración, con su magnífico artesonado, reconstruyéndose con hormigón armado, columnas y linternas.
En el 2009, ante el deteriorado estado que presentaban sus fachadas, atribuido a la falta de mantenimiento y el descontrol administrativo que permitió a los ocupantes de los locales realizar obras y la falta de salidas de emergencia, la Ciudad Autónoma de Melilla decidió intervenir y en 2011 se iniciaron unas obras de reparación, paralizados por su propietario, el Ministerio de Asuntos Religiosos de Marruecos, quien y con la CA de Melilla, cerraron el templo, hasta que la Comisión Islámica de Melilla decidió reabrirlo, ante las críticas de la Asociación Musulmana de Melilla.
Está administrada por la asociación Mezquita del Buen Acuerdo.

## Descripción
Está construido con piedra de la zona para los muros, ladrillo macizo para las jambas y arcos, y madera y hormigón para los techos. Tiene planta triangular, con las esquinas achaflanas y dispone de una única planta baja.

### Exterior
Las fachadas están compuestas por puertas con arcos de herradura, más grandes y altos las de los chaflanes, que terminan en aleros. Pintadas de blanco, sobre ellas destaca, en el interior de la edificación, los altos muros de la sala de oración, que terminan en cenefas y están culminados con dos linternas, con cúpulas la posterior más alta, sirviendo de alminar gracias a su megáfono

### Interior
Cuenta con locales comerciales y un baño turco en su primera crujía, estando la sala de oración en el centro, tras el patio de abluciones (Sahn), con accesos diferenciados para hombres y mujeres desde los laterales.